# Armend Thaqi
Armend Qazim Thaqi (Thaçi) (ur. 10 października 1992 w Prisztinie) – kosowski piłkarz, były członek kosowskiej reprezentacji U-21 oraz reprezentacji Kosowa.